# غريغ أندرسون (لاعب كرة قدم أسترالية)
غريغ أندرسون (بالإنجليزية: Greg Anderson)‏ هو لاعب كرة قدم أسترالية أسترالي، ولد في 14 مايو 1966 في أديلايد في أستراليا.

## وصلات خارجية
- غريغ أندرسون على موقع AustralianFootball.com (الإنجليزية)
- غريغ أندرسون على موقع AFLtables.com (الإنجليزية)